# Бладрейн 3: Третий рейх
«Бладрейн 3: Третий рейх» (англ. BloodRayne: The Third Reich) — художественный фильм, снятый режиссёром Уве Боллом. Является продолжением двух предыдущих фильмов: «Бладрейн» и «Бладрейн 2: Освобождение». Премьера фильма состоялась 5 ноября 2010 года.

## Сюжет
Действие фильма происходит в годы Второй мировой войны. Рейн встречается с членами французского Сопротивления и узнаёт про доктора — нациста Вольфганга Менглера, который проводит бесчеловечные опыты в отношении вампиров. В руках доктора оказывается кровь Рейн и он решает сделать фюрера Германии Адольфа Гитлера сверхсильным и бессмертным вампиром. Но Рейн пресекает данную попытку, а заодно и уничтожает нацистов.

## В ролях
| Актёр             | Роль                    |
| ----------------- | ----------------------- |
| Натасия Мальте    | дампир Рейн             |
| Брендан Флетчер   | Натаниэль Грегор        |
| Майкл Паре        | комендант Экарт Бранд   |
| Клинт Ховард      | доктор доктор Манглер   |
| Стеффен Меннекес  | лейтенант Каспар Джагер |
| Уиллам Беллай     | Васил Тишенко           |
| Аннетт Калп       | Магда Маркович          |
| Ник Голдман       | Бартендер               |
| Арвед Бирнбаум    | начальник               |
| Горан Манич       | вампир                  |
| Наталия Гуслистая | снайпер Наташа          |
| Сафия Кэйгин      | Светлана                |
| Даворка Товило    | проститутка             |
| Люка Перос        | Борис                   |
| Борис Бальта      | Ульрих                  |
| Марк Болдин       | немецкий солдат         |
| Митя Смилянич     | немецкий солдат         |
| Карло Перван      | немецкий солдат         |
| Далибор Бркич     | немецкий солдат         |

## Пародия
Спустя полгода, 28 апреля 2011, была выпущенная сразу на DVD покадровая пародия «Блюбарелла: Супервумен», с той же съёмочной группой и актёрами.

## Производство
Фильм был снят в городе Загреб (Хорватия).
В фильме прослеживаются некоторые реальные события и персонажи, связанные с Третьим Рейхом. Например, доктор Манглер — явный намёк на Йозефа Менгеле — немецкого врача, проводившего опыты на узниках лагеря Освенцим во время Второй мировой войны. По словам сценариста, он не хотел сделать фильм историческим, а просто включил в сценарий несколько реальных фактов.
Майкл Паре участвовал во всех трёх фильмах серии. В первой части он лишь на несколько минут появляется в роли Янку, продавца оружия против нечисти. Во втором фильме его роль расширена — он играет Пэта Гарретта, напарника главной героини. А в третьем фильме он играет главного злодея — коменданта Эрика Бранда, который стал вампиром.